# Sonate K. 357
Pour la sonate inachevée de Mozart, voir Sonate pour piano à quatre mains en sol majeur, K. 357/497a.
La sonate K. 357 (F.494/L.S.45) en ut majeur est une œuvre pour clavier du compositeur italien Domenico Scarlatti.

## Présentation
La sonate K. 357, en ut majeur, notée Allegro, forme une paire avec la sonate précédente. Comme sa consœur, elle monte jusqu'au sol, à l'instar de certains clavecins à cinq octaves, connus seulement par des descriptions, ou certaines épinettes de cet ambitus.
L'écriture est pleine de larges intervalles, de doubles octaves et, généralement, d'un vide dans le registre central, qui accentue le « remplissage » de la basse entendue plus tôt (des mesures 5 à 13, et ce toutes les deux mesures) et comporte des passages où les deux mains jouent à deux octaves d’intervalle. Cette montée de deux octaves de la main droite, avant qu'elle ne redescende à nouveau au même point, augmente la sensation de vide créé. Les effets de répétitions parodiques ainsi que le plan harmonique semblent ostensiblement superficiels. Les repos avec points d'orgue fréquents, forment de violentes interruptions de la musique et sont accompagnés de brusques changements de texture et de caractère. Ces caractéristiques font de cette sonate une pièce mémorable et inattendue, presque guidée par hasard. Cependant, avec la seconde section se justifie l’organisation apparemment chaotique de la première : les courtes séquences finissent par payer structurellement, donnant à la musique un sens de l'orientation et une planification minutieuse.

## Manuscrits

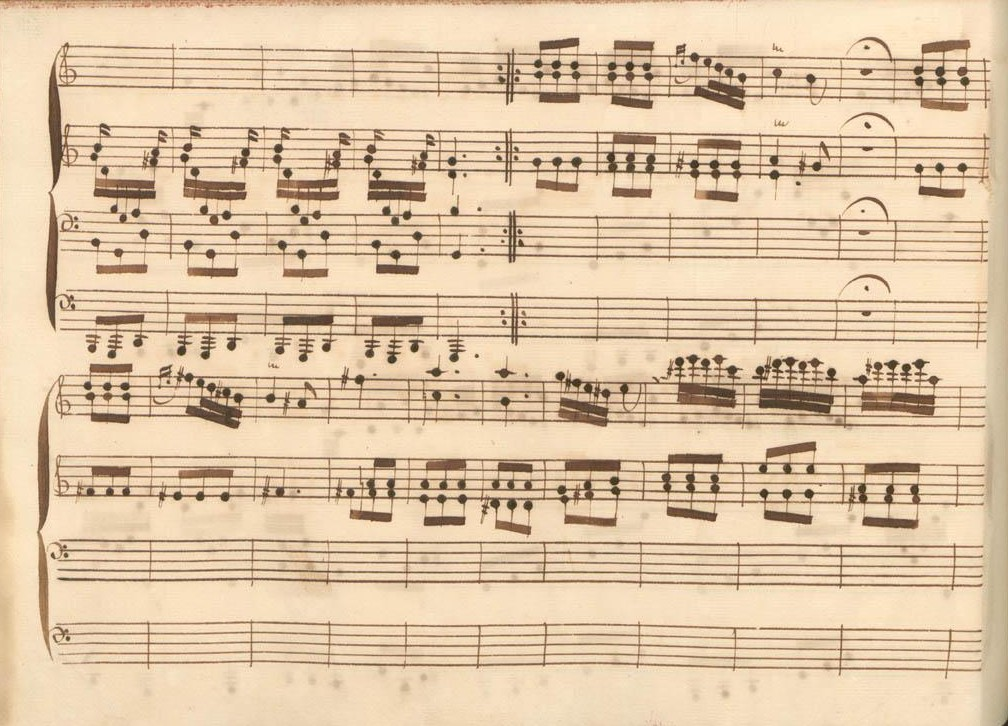
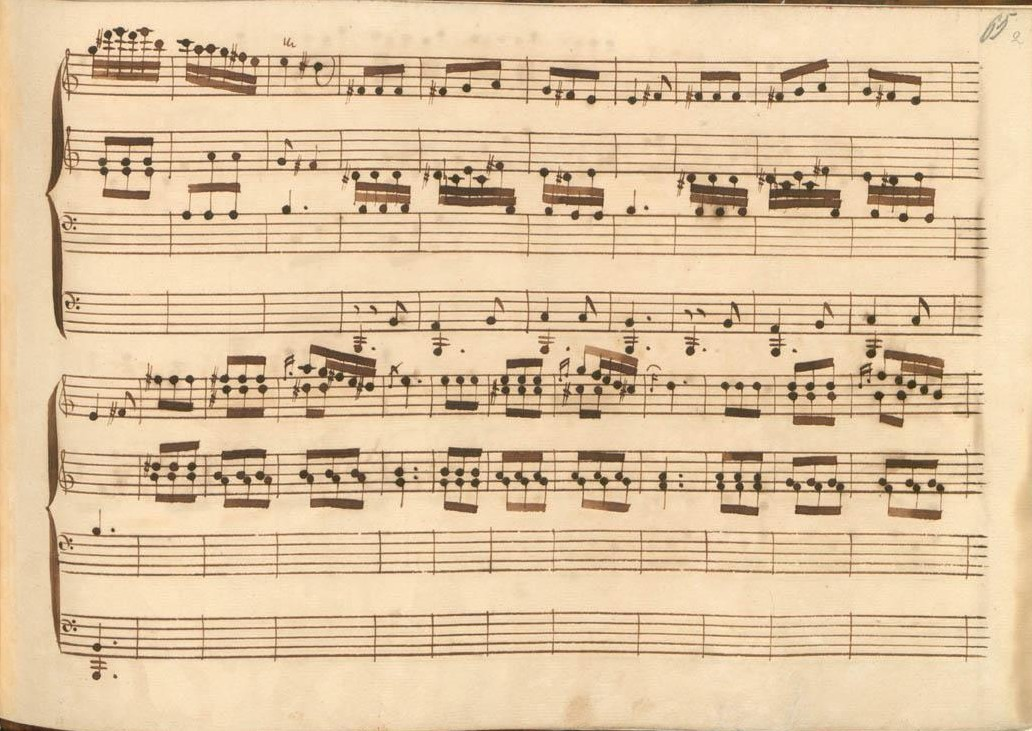
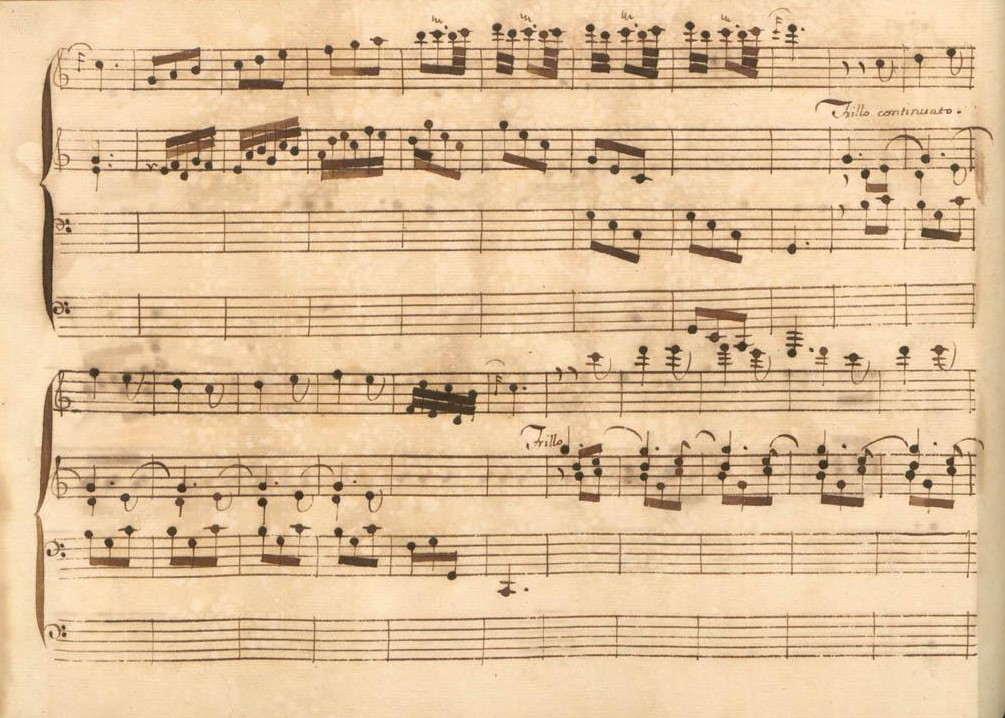
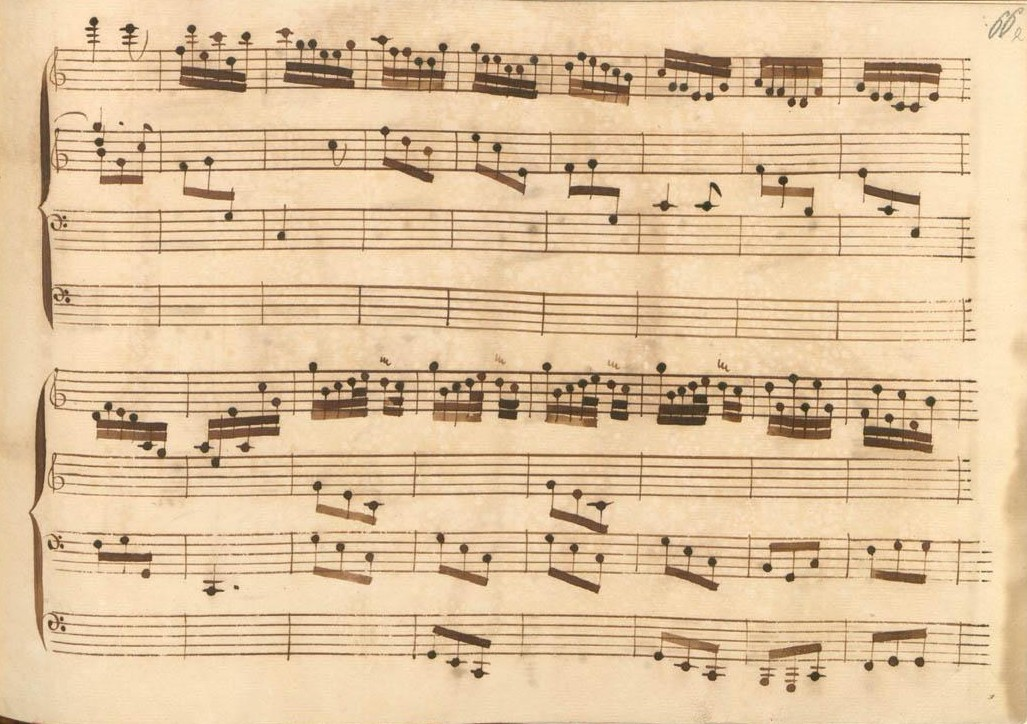
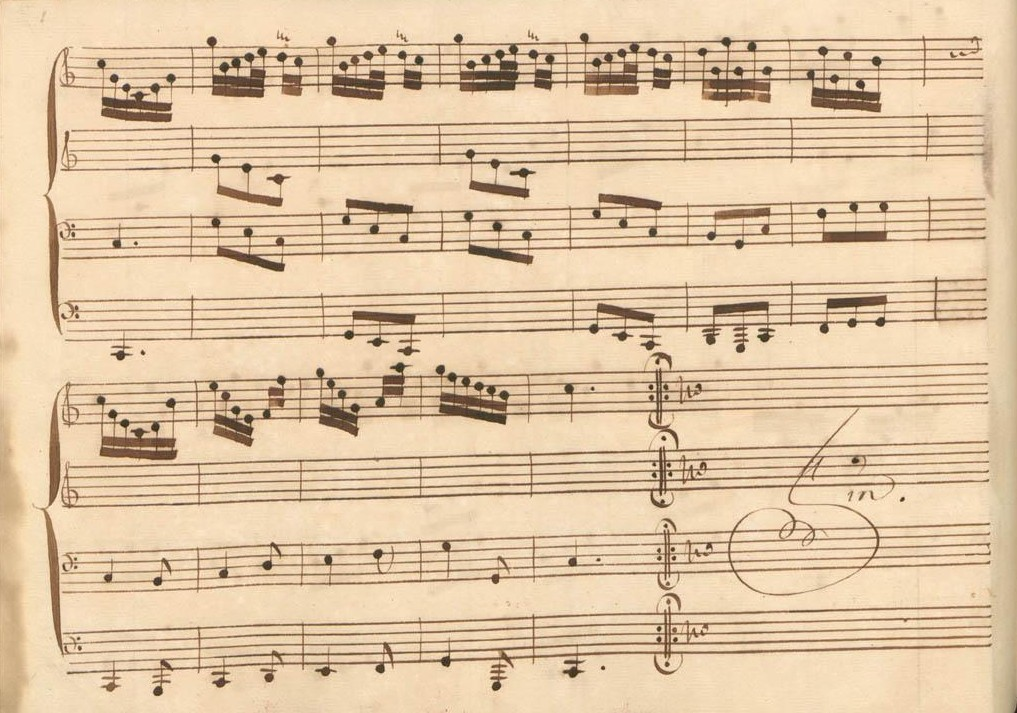

Le manuscrit principal est Parme IX 30 (Ms. A. G. 31414), copié en 1754 ; les autres sont Münster IV 62 (Sant Hs 3967) et Vienne B 60 (VII 28011 B), la dernière sonate du cahier.

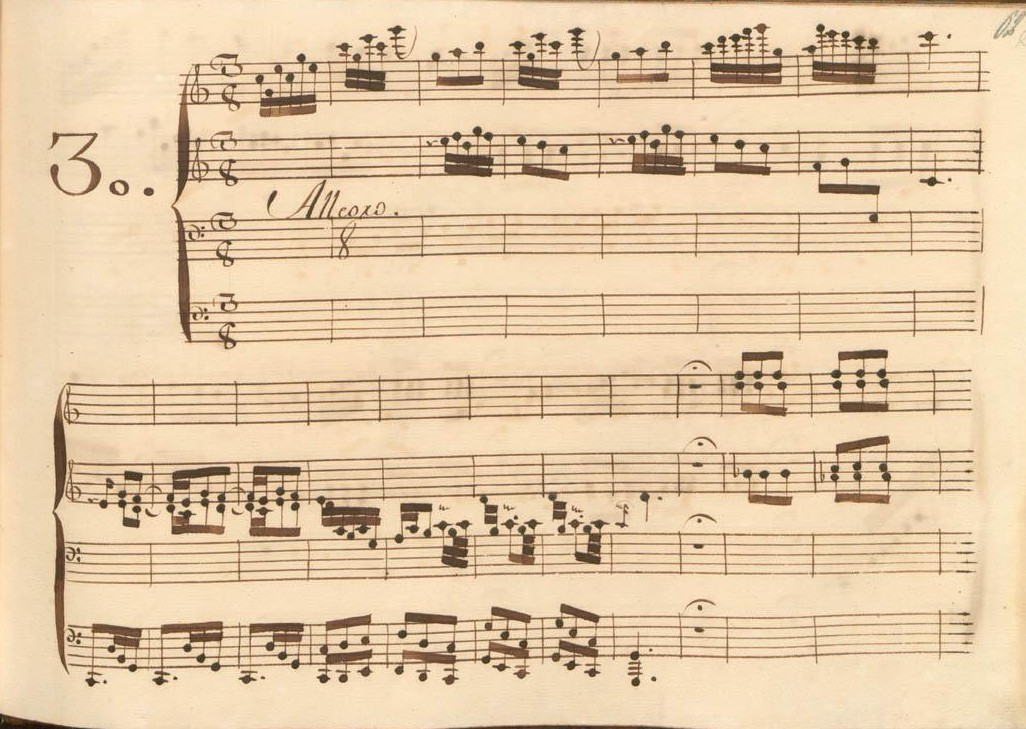
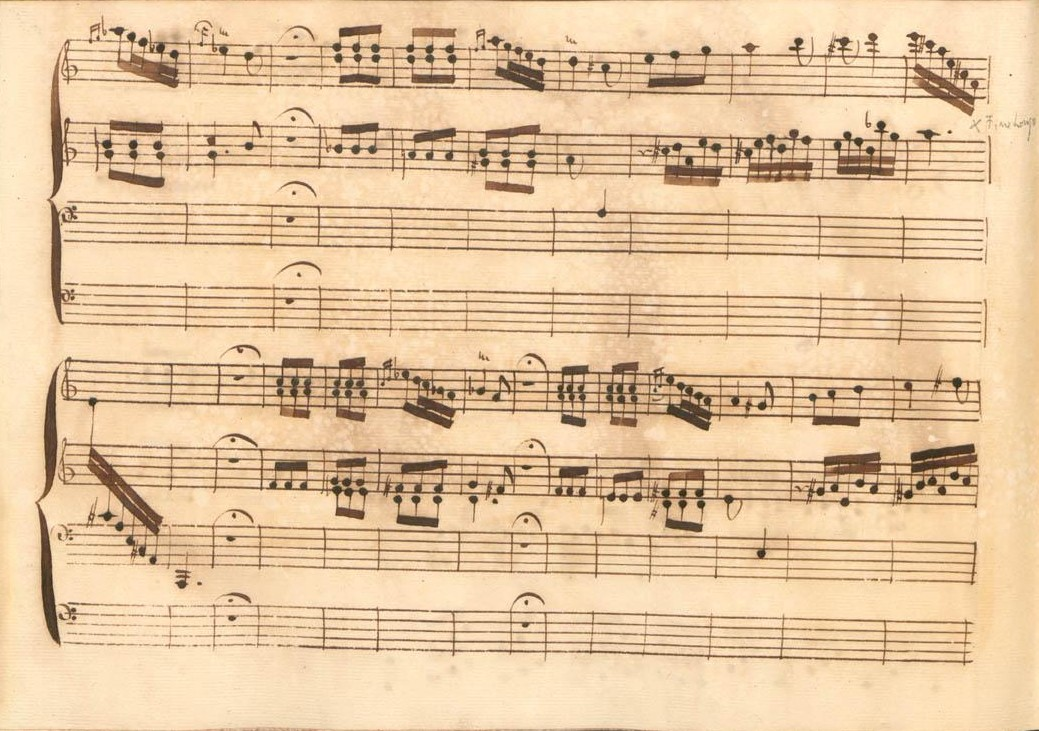
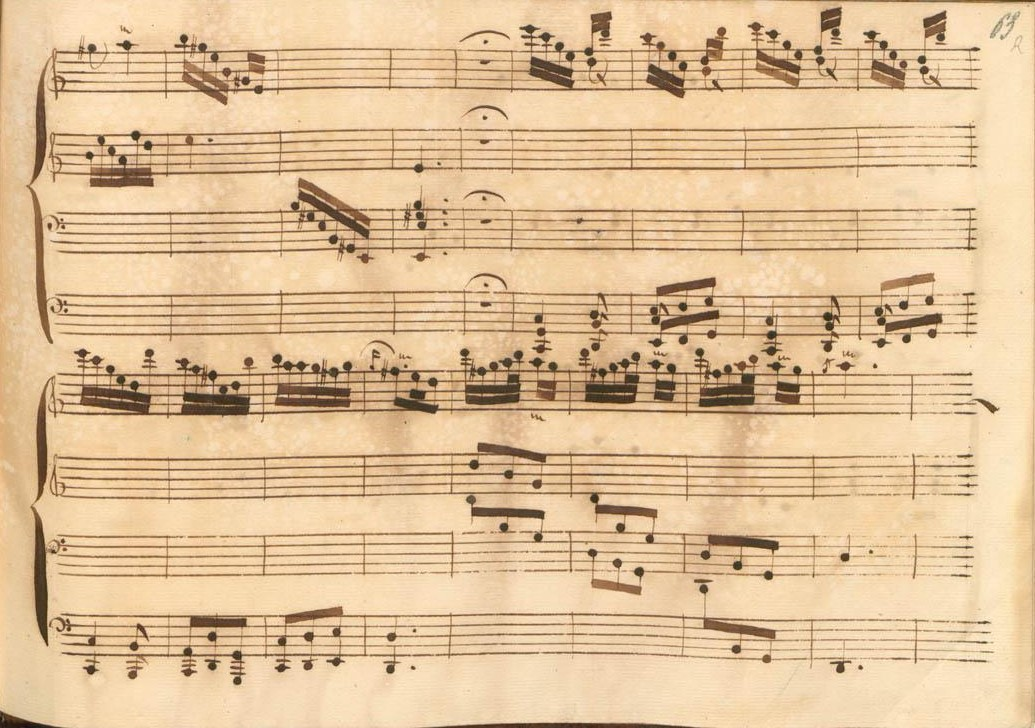
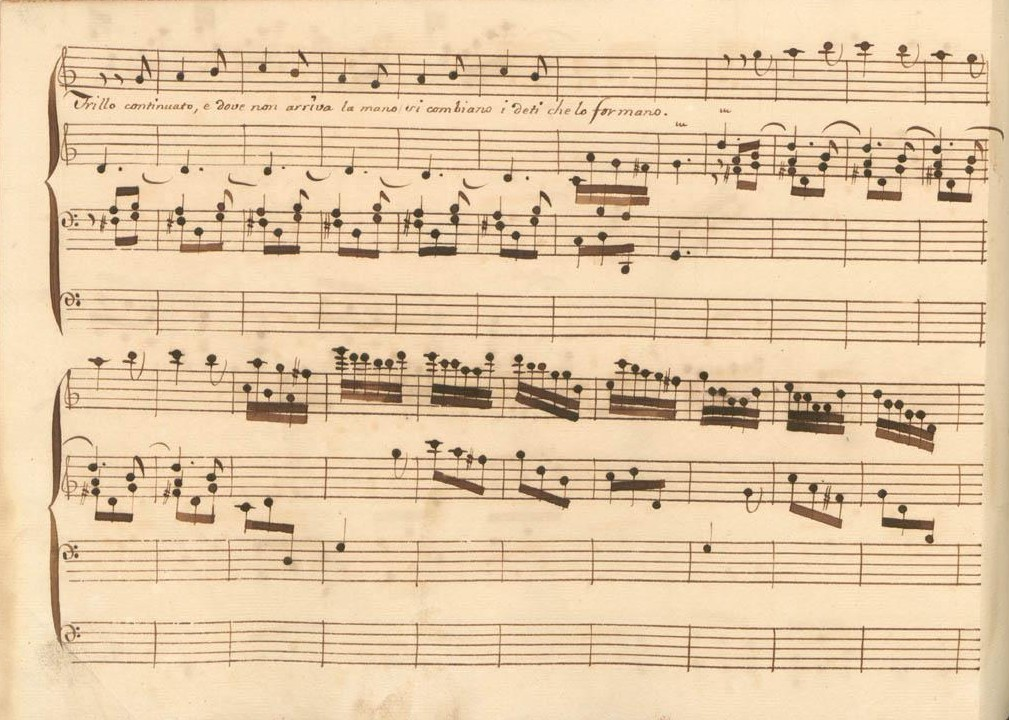
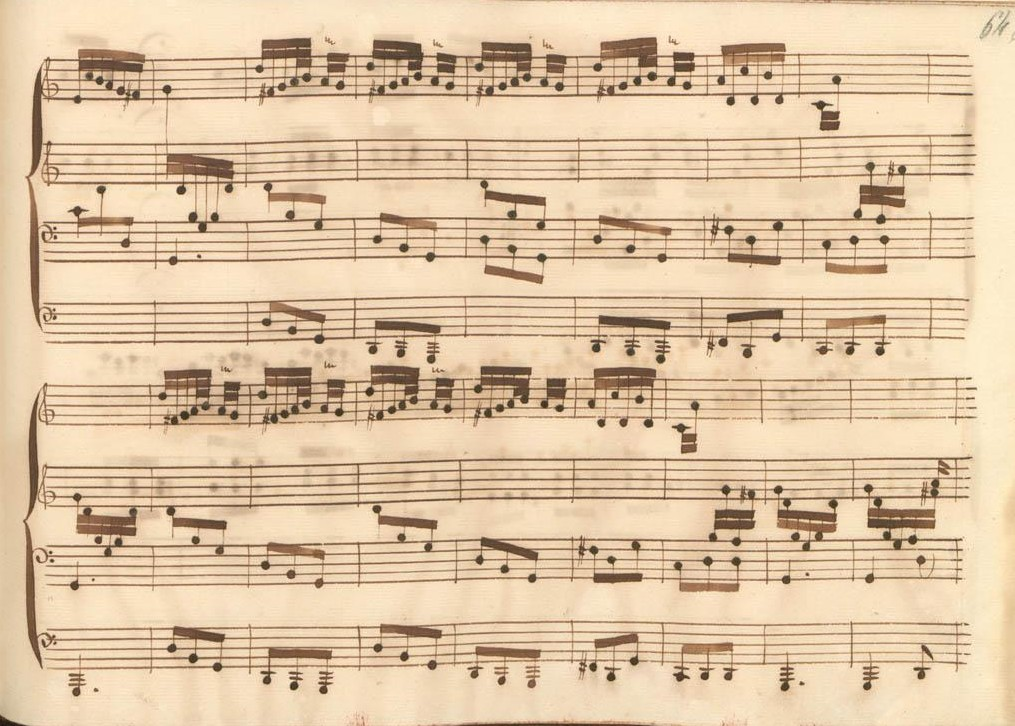

## Interprètes
La sonate K. 357 est défendue au piano, notamment par Hisako Kawamura (2008, WDR 3), Carlo Grante (2013, Music & Arts, vol. 4) et Sergio Monteiro (2017, Naxos, vol. 18) ; au clavecin, elle est jouée par Ralph Kirkpatrick (1966, Archiv), Scott Ross (1985, Erato), Richard Lester (2005, Nimbus, vol. 7) et Pieter-Jan Belder (Brilliant Classics, vol. 8).

## Sources
: document utilisé comme source pour la rédaction de cet article.
- Ralph Kirkpatrick (trad. de l'anglais par Dennis Collins), Domenico Scarlatti, Paris, Lattès, coll. « Musique et Musiciens », 1982 (1re éd. 1953 (en)), 493 p. (ISBN 978-2-7096-0118-4, OCLC 954954205, BNF 34689181).
- Alain de Chambure, « Domenico Scarlatti, Intégrale des sonates — Scott Ross », Erato/Éditions Costallat (2564-62092-2 (livret : 2292-45309-2)), 1985 (OCLC 891183737) .
- (en) W. Dean Sutcliffe, The Keyboard Sonatas of Domenico Scarlatti and Eighteenth-Century Musical Style, Cambridge / New York, Cambridge University Press, 2008, xi-400 (ISBN 978-0-521-07122-2, OCLC 1005658462, BNF 42017486, présentation en ligne).
- (en) Carlo Grante, « Domenico Scarlatti, intégrale des sonates pour clavier (vol. 4) », Music & Arts (CD-1293), 2016 (OCLC 1020680576) .